# Serbis
Pour plus de détails, voir Fiche technique et Distribution.
Serbis est un film philippin réalisé par Brillante Mendoza, sorti en 2008. 
Il a été tourné en douze jours en mars-avril 2008, et présenté en sélection officielle au Festival de Cannes le mois suivant.

## Synopsis
Aux Philippines, une famille exploite un vieux cinéma et y projette des films érotiques,.

## Fiche technique
- Titre : Serbis
- Réalisation : Brillante Mendoza
- Scénario : Armando Lao
- Pays de production :  Philippines
- Format : couleur - 1,85:1 - Dolby Surround - 35 mm
- Genre : drame et érotique
- Durée : 90 minutes
- Dates de sortie : 
  - Philippines : 25 juin 2008
  - France : 12 novembre 2008
  - Belgique : 26 août 2009

## Distribution
- Gina Pareño : Nanay Flor
- Jaclyn Jose : Nayda
- Julio Diaz : Lando
- Coco Martin : Alan
- Kristoffer King : Ronald
- Dan Alvaro : Jerome
- Mercedes Cabral : Merly
- Roxanne Jordan : Jewel

## Distinctions
- Festival de Cannes : compétition officielle
- Festival de Bangkok : Kinnari d'Or
- Asian Film Awards : prix de la meilleure actrice dans un second rôle pour Gina Pareño ; nominations pour Brillante Mendoza et Jacklyn Jose
- Pacific Meridian : prix du meilleur réalisateur pour Brillante Mendoza, et de la meilleure actrice pour Gina Pareño
- Gawad Urian Awards : quatre prix dont meilleur film et meilleur réalisateur